# 維格南卡 (留波姆區)
51°17′34″N 24°16′58″E / 51.29278°N 24.28278°E
維格南卡（烏克蘭語：Вигнанка），是烏克蘭的村落，位於該國西部沃倫州，由科韋利區負責管轄，面積0.92平方公里，海拔高度187米，2001年人口250，人口密度每平方公里271.74人。